# Wamdue Project
Das Wamdue Project war ein US-amerikanisches Electro-Projekt, bestehend aus Chris Brann, Chris Clark („Deep C“) und Chris Udoh. 

## Hintergrund
Die Dance-Musiker arbeiteten ab 1994 zusammen. Mit der Detroiter Techno-Produzentin Kelli Hand produzierten sie u. a. für Labels wie Peacefrog und Studio K7 und nannten sich wechselweise Wambonix, Wamdue Kids oder Wamdue Project. Wamdue Project wurden auch in anderen Musikgenres aktiv: Deep House, Drum and Bass, Dub und R ’n’ B.
1998 hatten sie einen Dance-Hit in den USA mit Where Do We Go. Ihr größter Hit war aber die Single King of My Castle, die als House-Remix von Roy Malone international erfolgreich war und 1999 sogar ein Nummer-eins-Hit in Großbritannien wurde. Als Sängerin fungierte dabei Gaelle Adisson. Das Musikvideo wurde aus Szenen des Anime-Films Ghost in the Shell zusammengeschnitten. Mit der Nachfolgesingle You’re the Reason konnten sie noch von dem Erfolg des Hits profitieren, weitere Chartplatzierungen blieben aus.
Nach 2000 widmete sich Chris Brann anderen Projekten (P’Taah, Ananda Project), aber an die Erfolge des Wamdue Project konnte er nicht wieder anknüpfen.
2007 erschien ein Progressive-Remix von Sander van Doorn.

## Diskografie

### Alben
- 1996: Resource Toolbook Volume One
- 1996: The Deep EP (auch als Get High on the Music erschienen)
- 1998: Program Yourself
- 1998: Program Yourself E. P.
- 1999: Compendium
- 1999: Best Of (Kompilation)

### Singles
- 1996: Breakdown / In Love with You (feat. Ira Levi)
- 1996: Get High on the Music
- 1996: Floating World
- 1997: King of My Castle
- 1998: Instrumentation
- 1998: Program Yourself
- 1998: Where Do We Go?
- 1998: Are You High?
- 1999: King of My Castle (Roy Malone Remix)
- 1999: You’re the Reason
- 2008: King of My Castle 2009
- 2009: Forgiveness (feat. Jonathan Mendelsohn)

## Auszeichnungen für Musikverkäufe
| Silberne Schallplatte - Frankreich - 1998: für die Single King of My Castle Goldene Schallplatte - Niederlande - 2000: für die Single King of My Castle - Norwegen - 1999: für die Single King of My Castle | Platin-Schallplatte - Belgien - 1999: für die Single King of My Castle |

Anmerkung: Auszeichnungen in Ländern aus den Charttabellen bzw. Chartboxen sind in ebendiesen zu finden.
| Land/RegionAuszeichnungen für Musikverkäufe (Land/Region, Auszeichnungen, Verkäufe, Quellen) | Silber  | Gold     | Platin  | Verkäufe | Quellen     |
| -------------------------------------------------------------------------------------------- | ------- | -------- | ------- | -------- | ----------- |
| Belgien (BRMA)                                                                               | —       | —        | Platin1 | 50.000   | ultratop.be |
| Frankreich (SNEP)                                                                            | Silber1 | —        | —       | 125.000  | infodisc.fr |
| Niederlande (NVPI)                                                                           | —       | Gold1    | —       | 50.000   | nvpi.nl     |
| Norwegen (IFPI)                                                                              | —       | Gold1    | —       | 10.000   | ifpi.no     |
| Vereinigtes Königreich (BPI)                                                                 | —       | Gold1    | —       | 400.000  | bpi.co.uk   |
| Insgesamt                                                                                    | Silber1 | 3× Gold3 | Platin1 |          |             |